# فرناندا أندرادي
فرناندا أندرادي (بالبرتغالية: Fernanda Andrade؛ بالإنجليزية: Fernanda Andrade) هي عارضة وممثلة أمريكية وبرازيلية، ولد في 8 مارس 1984 في ساو جوزيه دوس كامبوس في البرازيل.

## وصلات خارجية
- فرناندا أندرادي على موقع IMDb (الإنجليزية)
- فرناندا أندرادي على موقع قاعدة بيانات الفيلم (الإنجليزية)